# Joe Ascione
Joseph „Joe“ Ascione (* 14. März 1961 in Brooklyn, New York City; † 11. März 2016) war ein US-amerikanischer Jazz-Schlagzeuger des Swing und Mainstream Jazz.

## Leben und Wirken
Ascione wuchs in Long Island auf und begann bereits als Zweijähriger zu trommeln; mit vier erhielt er sein erstes Schlagzeug und mit zwölf Jahren hatte er erste professionelle Auftritte. Als Jugendlicher war er Roadie für Buddy Rich, der neben Gene Krupa sein Vorbild war. Ascione spielte in seiner Karriere unter anderem mit Cab Calloway, Kenny Davern, Joey DeFrancesco, Herb Ellis, Lars Erstrand, Donald Fagen, Johnny Frigo, David Grisman, George Coleman, Bobby Gordon, Al Hirt, Jon Hendricks, Dick Hyman, Jerry Jerome, Dr. John, Jon-Erik Kellso, Billy Mitchell, Flip Phillips, Della Reese, Phoebe Snow, Allan Vaché, Frank Vignola, John Colianni und Bob Wilber, außerdem als Sessionmusiker für das Mainstream-Label Nagel-Heyer Records. Zu hören ist er auch auf Randy Sandkes New York-Tribut Uptown Lowdown: A Jazz Salute to the Big Apple (2000). Seit Ende der 1990er-Jahre arbeitete er auch mit eigenen Formationen, mit denen er einige Alben für Nagel-Heyer und Arbors vorlegte. Sein Debüt als Leader war ein Tributalbum für Buddy Rich, bei dem u. a. James Chirillo, Randy Sandke, Dan Barrett und Bob Haggart mitwirkten. Er starb im März 2016 an den Folgen seiner Erkrankung an Multipler Sklerose.

## Diskographische Hinweise
- My Buddy – A Tribute to Buddy Rich - Joe Ascione Octet (Nagel Heyer, 1997)
- Post No Bills – The Joe Ascione Trio (Arbors, 1998) mit Ralph LaLama
- Movin' Up – Joe Ascione Quartet (Arbors, 2008)

## Lexikalischer Eintrag
- Richard Cook, Brian Morton: The Penguin Guide of Jazz on CD. 6. Auflage. Penguin, London 2002, ISBN 0-14-051521-6.